# فرودگاه وا

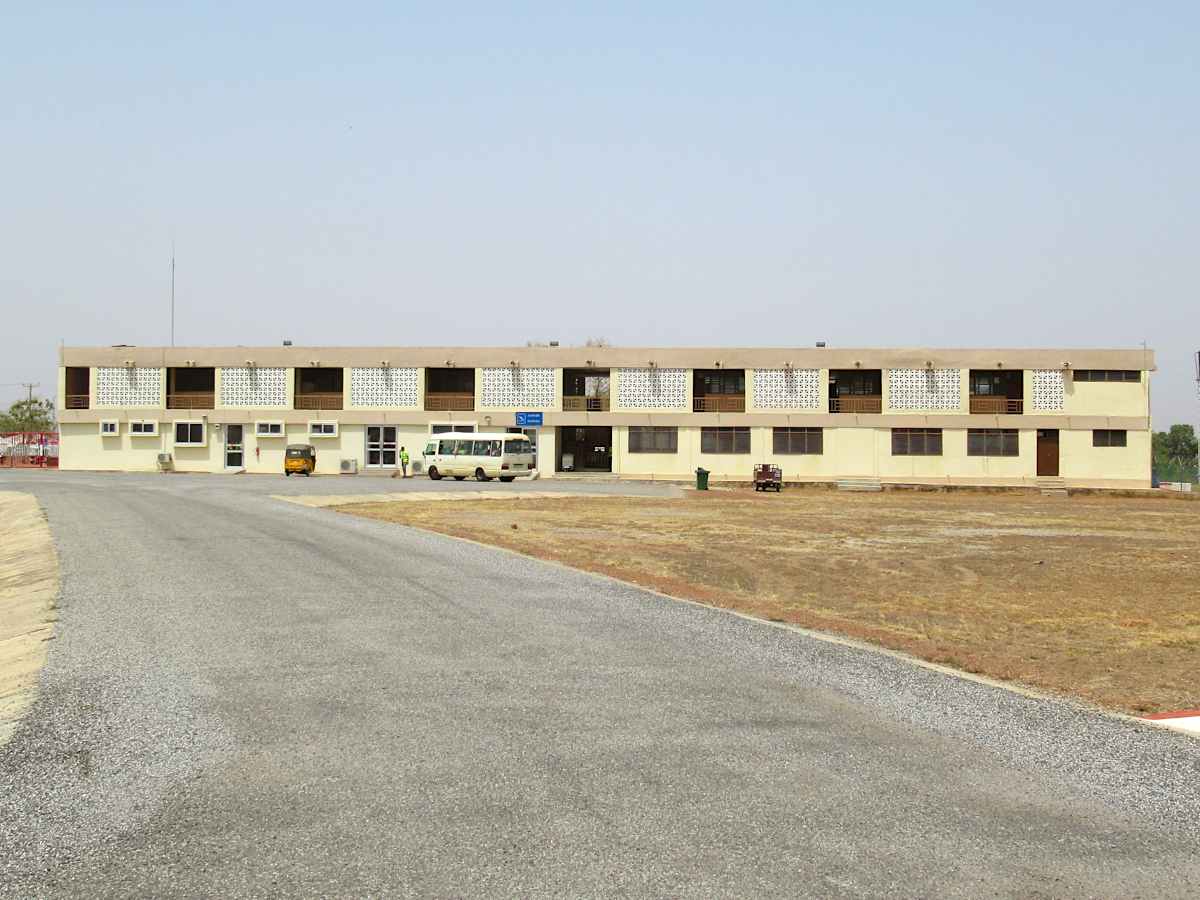
فرودگاه وا

فرودگاه وا  (به انگلیسی: Wa Airport)  یک فرودگاه همگانی   است که یک باند فرود آسفالت دارد و طول باند آن ۲۰۱۵ متر است. این فرودگاه در  کشور غنا قرار دارد و در ارتفاع ۳۲۳ متری از سطح دریا واقع شده است.